# Kiełpiny (Siedlec)

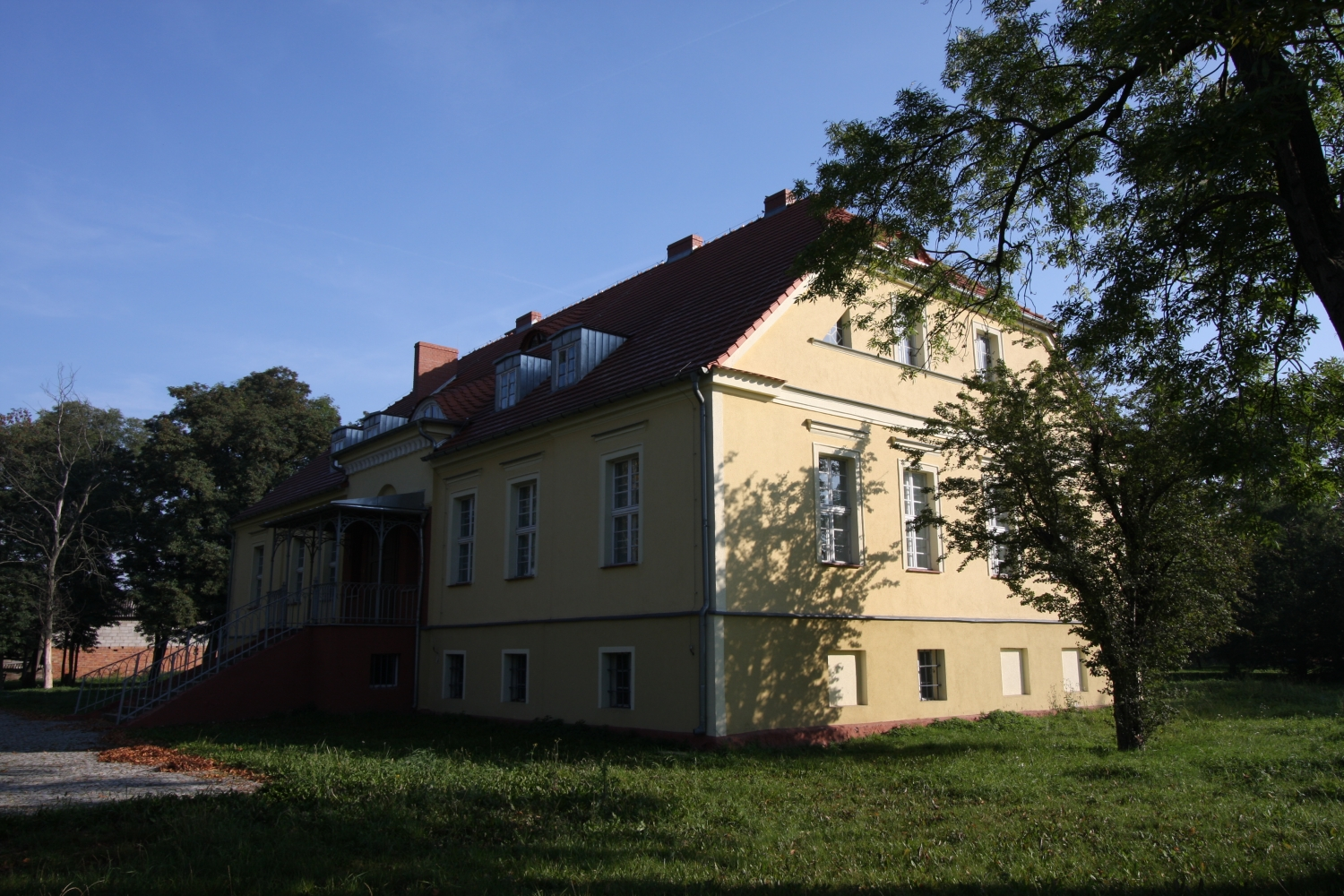
Ehemaliges Gutshaus in Kiełpiny

Kiełpiny ist ein Dorf in der Gemeinde Siedlec im Powiat Wolsztyński in der polnischen Woiwodschaft Großpolen. Der Ort liegt rund vier Kilometer südwestlich von Siedlec, sechs Kilometer nordwestlich von Wolsztyn und rund 65 Kilometer südwestlich von Posen. Im Jahr 2021 war eine Einwohnerzahl von 645 verzeichnet.
Zur Zeit der deutschen Besetzung Polens wurde der Ort Kölpin genannt.

## Kulturdenkmale
Unter Denkmalschutz steht seit 2007 ein Herrenhaus von 1861 mit Park und Eingangstor aus der zweiten Hälfte des 19. Jahrhunderts sowie der dazugehörige Gutshof mit Wirtschaftsgebäuden wie einem Kornspeicher und einem Kuhstall (Ende 19. Jahrhundert) sowie einem Wasserpumpenhaus (1930).